# Llosa de Maikop
La llosa de Maikop és una resta arqueològica que conté símbols sense desxifrar, possiblement una escriptura de tipus jeroglífica. S'ha atribuït a la cultura de Maikop o una cultura més antiga.

## Descobriment
La llosa de pedra aparegué per casualitat el 1960, al territori de la colònia Koeschevskogo.
La primera publicació sobre la troballa fou en la revista soviètica "Техника — молодежи", núm. 11, de 1964, i després fou investigada també per I. Krupnov I. i G. F. Turchaninov, que feren les primeres temptatives per desxifrar-la.
La llosa amb la inscripció té forma triangular i és al Museu d'Etnografia de Sant Petersburg.

## Datació
La peça s'ha datat de la cultura de Maikop (ca. 3700-2500 ae).
La llosa de Maikop és la creació material més antiga d'aquestes característiques dels pobles aborígens de l'antiga Unió Soviètica i, per tant, de Rússia.